# Beaucens
Beaucens település Franciaországban, Hautes-Pyrénées megyében. Lakosainak száma 417 fő (2022. január 1.). Beaucens Artalens-Souin, Adast, Bagnères-de-Bigorre, Gazost, Lau-Balagnas, Pierrefitte-Nestalas, Préchac, Sers, Vier-Bordes és Villelongue községekkel határos.

## Népesség
A település népességének változása:
| Lakosok száma | 416  | 405  | 426  | 409  | 414  | 418  | 423  | 421  | 417  |
|               | 2013 | 2015 | 2016 | 2017 | 2018 | 2019 | 2020 | 2021 | 2022 |